# 株洲南站
株洲南站是长株潭城际铁路的一个车站，位于湖南省株洲市芦淞区枫溪街道七斗新村，西北侧为既有京广铁路七斗冲站。本站于2015年4月进场施工，2016年12月26日启用，目前为长株潭城际线株洲段的终点站。
株洲南站从2020年2月26日起暂时停止运营以配合长株潭城际铁路株洲站施工。施工期间长株潭城际铁路的株洲段采用单线运行，并在大丰站进行折返。2021年1月28日恢复运营。

## 车站布局

### 站房
株洲南站位于老七斗冲火车站东南侧，站房总建筑面积2500平方米。站房地面层为候车大堂、售票处，地上二层为车站工作区，地下一层为乘客进出站台层。
- 站房右侧的售票区
- 候车室北侧
- 候车室

### 站场
株洲南站设4股道、2个侧式站台。
| 地上二楼 | 侧式站台 | 侧式站台                                                    |
| 地上二楼 | 2站台    | 长株潭城际铁路 往长沙方向列车停靠（株洲）                   |
| 地上二楼 | 通过线   | 长株潭城际铁路预留轨道                                      |
| 地上二楼 | 通过线   | 长株潭城际铁路预留轨道                                      |
| 地上二楼 | 1站台    | 长株潭城际铁路 往长沙方向列车停靠（株洲）                   |
| 地上二楼 | 侧式站台 |                                                             |
| 地上一楼 | 候车室   | 售票处、自动售票机、验票闸门、等候区 出入口、服务台、洗手间 |
| 地上一楼 | 联外区   | 停车场、公交、出租车排班区、接送区                          |

## 车站周边
- 七斗冲站